# Tritonsmaus
Die Tritonsmaus, auch Afrikanische Graubäuchige Zwergmaus (Mus triton) ist eine zu den Altweltmäusen (Murinae) gezählte kleine Art der Langschwanzmäuse (Muridae).

## Aussehen
Die Tritonsmaus erreicht eine Kopf-Rumpflänge von bis zu 63 mm, der Schwanz misst zusätzlich ca. 50 mm bei einem Gesamt-Gewicht von 8 bis 12 Gramm.
Die Bauchseite der Tritonsmaus ist einfarbig grau, die Oberseite in verschiedenen dunklen Brauntönen unregelmäßig gezeichnet. Der Schwanz ist am Ansatz dunkelbraun, im weiteren Verlauf heller, teilweise unregelmäßig weiß gefärbt.
Die Füße der Hinterextremitäten weisen eine deutlich hellere braune Färbung auf als die der Vorderextremitäten und zeigen auch teilweise weiße Bereiche.
An der grauen Körperunterseite lässt sich die Tritonsmaus von nahe verwandten Arten, mit denen sie sich den Lebensraum teilt, unterscheiden.

## Verbreitung und Lebensraum
Die Tritonsmaus kommt in großen Teilen von Zentral-, Ost- und teilweise auch Süd-Afrika vor. Ihr Verbreitungsgebiet erstreckt sich über Malawi, Tansania, Mosambik, die Demokratische Republik Kongo, Sambia, Burundi, Angola und Uganda und gehört damit zu den größten unter den Afrikanischen Zwergmäusen.
Sie bevorzugt feuchte Lebensräume von Graslandschaften bis zu Sümpfen. Dabei stößt sie auch in bergige Regionen vor. In diesen Gebieten wurden Exemplare auch in Wäldern gefunden, während Waldgebiete ansonsten eher gemieden werden.

## Verhalten und Fortpflanzung
Die Tritonsmaus ist bevorzugt nachtaktiv und ernährt sich omnivor von pflanzlichem Material und  Insekten, wobei der Anteil tierischer Nahrung überwiegt.
Die in Malawi beobachteten Tritonsmäuse paaren sich zwischen April und Juli. Die Weibchen gebären maximal 6 Jungtiere. Das Geburtsgewicht beträgt ca. 1,3 Gramm.

## Gefährdung
Die Tritonsmaus wird von der IUCN als  nicht gefährdet ("Least Concern") eingestuft.